# Mecodina cataloxia
Mecodina cataloxia är en fjärilsart som beskrevs av Pierre E.L. Viette 1958. Mecodina cataloxia ingår i släktet Mecodina och familjen nattflyn. Inga underarter finns listade i Catalogue of Life.